# Pink Goes to Hollywood
Pink Goes to Hollywood (рус. Розовый едет в Голливуд) — видеоигра в жанре платформер с элементами логических игр. Основывается на серии короткометражных мультфильмов о приключениях Розовой пантеры.

## Сюжет
Розовая пантера направляется в Голливуд, чтобы сыграть свою главную роль в фильме. Однако Пантера не знает, что его преследует злодей Инспектор Клузо, стремящийся помешать планам героя.

## Игровой процесс
Игра использует ту же стилистику в дизайне уровней, персонажей, звуковом и музыкальном оформлении, что и оригинальный мультфильм.
Как и в большинстве игр подобного жанра, уровни построены с применением двухмерной графики. Прокрутка игровых экранов осуществляется посредством горизонтального либо вертикального скроллинга.
Уровни в игре — нелинейные замкнутые локации, разделённые на подуровни. Здесь присутствуют враги, препятствия и полезные предметы. Также следует отметить, что на некоторых уровнях находятся потайные ходы и комнаты, скрытые за объектами окружения (шкафами или стенами) и своеобразные «телепорты».
Враги в игре — разнообразные монстры и некоторые объекты. Большинство из противников уязвимы для атак, однако иногда встречаются неуязвимые враги. В конце некоторых уровней находятся боссы.
Персонаж может использовать для борьбы с врагами специальное приспособление — выдвижную боксёрскую перчатку. Для доступа в труднодоступные места имеется возможность применять ковёр-самолёт, зонтик, лестницу и другие предметы. Чтобы воспользоваться тем или иным предметом, необходимо отыскать телефонную будку.
Полезные предметы пополняют уровень здоровья героя (сердечки), увеличивают дальность его атаки (боксёрская перчатка), дают временную неуязвимость (стилизованное изображение лапы Розовой пантеры) и дополнительные жизни (изображение персонажа). Также можно пополнять запас очков (собирая звёздочки и некоторые другие предметы). Кроме того, встречаются предметы, необходимые при прохождении — например, зонтик для доступа на возвышенность или лестница для перехода через пропасть.
Список уровней:
- Комната. Через этот уровень осуществляется доступ на все основные уровни игры. Входы на уровни выполнены в виде различных предметов.
- Павильон киностудии. Предшествует каждому из основных уровней. Среди противников — движущиеся кинокамеры, софиты, падающие съёмочные реквизиты. Игрок может подниматься вверх на «лифтах» — деревянных фермах.
- Polter Pink. Замок. Вход в него имеет вид карандашницы в виде крепостной башни. Разделён на три подуровня.
  - Первый блок замка. Здесь герою противостоят летучие мыши, прыгающие канделябры и привидения. Следует остерегаться падающих люстр. С помощью ходячего дерева можно забираться на недоступные платформы.
  - Помещение замка. Здесь нужно следить, чтобы персонаж не упал в ядовитую жидкость. Среди врагов — карлики-горбуны, Франкенштейны и летучие мыши.
  - Второй блок замка. Имеет сходство с первым подуровнем, но при этом несколько короче и противников здесь сравнительно меньше (в основном это призраки, один из которых Клузо, кидающийся головами).
- Ice Maker. Холодильник. Вход на уровень находится в большом холодильнике. Разделён на пять подуровней. 
  - Холодильник. Здесь можно получить доступ на остальные подуровни. Среди противников — гигантские стручки спаржи, картофелины, падающие яйца и пробки от бутылок, мыши, бросающие сыр и оливки.
  - Курица. Действие происходит внутри курицы. Герою противостоят летающие курицы и гигантские головки чеснока. Также встречаются такие препятствия как острые кости, ядовитый соус и т. д.
  - Кружка с газированной водой. Среди противников — хищные рыбы и острые кораллы. Для передвижения можно использовать «телепорты» (трубочки для сока) и пузыри. В конце подуровня находится босс — Инспектор Клузо на подводной лодке. Субмарина несёт на себе ракетные установки, атакующие самонаводящимися ракетами-торпедами и неуязвима для атак игрока. Атаковать можно только в тот момент, когда злодей появляется из входного люка на рубке.
- Ranger Pink. Дикий Запад. Вход на уровень имеет вид ковбойского сапога. Не делится на подуровни. Здесь персонаж перемещается по улице города в прерии и по золотодобывающей шахте. Также герой может заходить в бары-салуны, где находятся полезные предметы; но нужно остерегаться голов бизонов, дышащих раскалённым паром. На улице герою противостоят шагающие сапоги, прыгающие стулья и перекати-поле, в шахте — проходчики с кирками и летучие мыши. Для передвижения по уровню используются вагонетки и летающие коровы.
- Pink Beard. Корабль пиратов. Вход на уровень имеет вид кораблика в бутылке. Не делится на подуровни. Среди противников — медузы, раки-отшельники, морские волки, пираты с мечами. Персонаж передвигается как по кораблю, так и в воде. При этом, когда протагонист находится в воде, нужно следить, чтобы его не придавил корпус корабля. В конце уровня, на вершине мачты, находится босс — Клузо в образе пирата, вооружённый мечом, и его попугай.
- Hot Pink Roof. Крыши зданий в ночном городе. Вход на уровень имеет вид картины с нарисованным на ней жилым зданием. Не делится на подуровни. Среди противников — кошки, скачущие пружины (с помощью последних можно получить доступ к недоступным платформам), а также Клузо на самолёте, сбрасывающий на героя багаж. Следует остерегаться пропастей и электрических проводов под напряжением. На облаках находятся полезные предметы.
- Jungle Pink. Джунгли. Вход на уровень имеет вид колбы с растениями внутри. Не делится на подуровни. Персонажу противостоят обезьяны, хищные рыбы, птерозавры и Клузо с фотоаппаратом. Необходимо следить, чтобы герой не сорвался в многочисленные пропасти. На уровне имеются «телепорты», выполненные в виде каменных голов динозавров. Босс уровня — тотем, из которого появляются человечки с копьями. Босс уязвим только когда находится над поверхностью земли.
- Pinkin Hood. Вход на уровень имеет вид книги под названием «Робин Гуд». Среди противников — лучники и белки. Также необходимо следить, чтобы персонаж не упал в воду, иначе его может унести в начало уровня. То же самое произойдёт, если герой попадётся в лапы орла. Босс уровня — Клузо-рыцарь, вооружённый луком; он появляется в стоящих друг напротив друга башнях и стреляет в персонажа[4].